# Pablo Andújar
Pablo Andújar (Cuenca, 23 de Janeiro de 1986) é um tenista profissional espanhol.
Em 2009 furou o Top 100 da ATP. Em abril de 2011 obtém seu primeiro título de ATP em Casablanca, Marrocos. Neste ano também é vice-campeão dos ATPs de Stuttgart e Bucareste. Encerrou o ano de 2011 como o número 46 do mundo.

## ATP finais

### Simples: 7 (3 títulos, 4 vices)
| Legenda                           |
| --------------------------------- |
| Grand Slam (0–0)                  |
| ATP World Tour Finals (0–0)       |
| ATP World Tour Masters 1000 (0–0) |
| ATP World Tour 500 Series (0–1)   |
| ATP World Tour 250 Series (3–3)   |

| Títulos por Piso |
| ---------------- |
| Duro (0–0)       |
| Saibro (3–4)     |
| Grama (0–0)      |
| Carpete (0–0)    |

| Posição | N. | Data              | Torneio                                        | Piso   | Oponente            | Placar        |
| ------- | -- | ----------------- | ---------------------------------------------- | ------ | ------------------- | ------------- |
| Vice    | 1. | Setembro 26, 2010 | BRD Năstase Ţiriac Trophy, Bucareste, Romênia  | Saibro | Juan Ignacio Chela  | 5–7, 1–6      |
| Campeão | 1. | Abril 10, 2011    | Grand Prix Hassan II, Casablanca, Marrocos (1) | Saibro | Potito Starace      | 6–1, 6–2      |
| Vice    | 2. | Julho 17, 2011    | MercedesCup, Stuttgart, Alemanha               | Saibro | Juan Carlos Ferrero | 4–6, 0–6      |
| Vice    | 3. | Setembro 25, 2011 | BRD Năstase Ţiriac Trophy, Bucareste, Romênia  | Saibro | Florian Mayer       | 3–6, 1–6      |
| Campeão | 2. | Abril 15, 2012    | Grand Prix Hassan II, Casablanca, Marrocos (2) | Saibro | Albert Ramos        | 6–1, 7–6(7–5) |
| Campeão | 3. | Julho 27, 2014    | Swiss Open, Gstaad, Suíça                      | Saibro | Juan Mónaco         | 6–3, 7–5      |
| Vice    | 4. | Abril 26, 2015    | Barcelona Open, Barcelona, Espanha             | Saibro | Kei Nishikori       | 4–6, 4–6      |

### Duplas: 6 (6 vices)
| Legenda                           |
| --------------------------------- |
| Grand Slam (0–0)                  |
| ATP World Tour Finals (0–0)       |
| ATP World Tour Masters 1000 (0–0) |
| ATP World Tour 500 Series (0–1)   |
| ATP World Tour 250 Series (0–5)   |

| Títulos por Piso |
| ---------------- |
| Duro (0–1)       |
| Saibro (0–5)     |
| Grama (0–0)      |
| Carpete (0–0)    |

| Posição | N. | Data               | Torneio                                           | Piso   | Parceiro               | Oponentes                          | Placar            |
| ------- | -- | ------------------ | ------------------------------------------------- | ------ | ---------------------- | ---------------------------------- | ----------------- |
| Vice    | 1. | Fevereiro 13, 2011 | Brasil Open, Costa do Sauípe, Brasil              | Saibro | Daniel Gimeno-Traver   | Marcelo Melo Bruno Soares          | 6–7(4–7), 3–6     |
| Vice    | 2. | Fevereiro 5, 2012  | VTR Open, Viña del Mar, Chile                     | Saibro | Carlos Berlocq         | Frederico Gil Daniel Gimeno-Traver | 6–1, 5–7, [10–12] |
| Vice    | 3. | Agosto 25, 2012    | Winston-Salem Open, Winston-Salem, EUA            | Duro   | Leonardo Mayer         | Santiago González Scott Lipsky     | 3–6, 6–4, [2–10]  |
| Vice    | 4. | July 28, 2013      | Crédit Agricole Suisse Open Gstaad, Gstaad, Suíça | Saibro | Guillermo García-López | Jamie Murray John Peers            | 3–6, 4–6          |
| Vice    | 5. | Fevereiro 21, 2015 | Rio Open, Rio de Janeiro, Brasil                  | Saibro | Oliver Marach          | Martin Kližan Philipp Oswald       | 6–7(3–7), 4–6     |
| Vice    | 6. | Março 1, 2015      | Argentina Open, Buenos Aires, Argentina           | Saibro | Oliver Marach          | Jarkko Nieminen André Sá           | 6–4, 4–6, [7–10]  |

## Challenger e Future títulos

### Simples (7)
| Challengers (5) |
| Futures (2)     |

| N. | Data             | Torneio                         | Piso   | Oponente               | Placar        |
| -- | ---------------- | ------------------------------- | ------ | ---------------------- | ------------- |
| 1. | Julho 11, 2005   | Elche, Espanha                  | Saibro | Gabriel Trujillo-Soler | 6–3, 3–6, 6–3 |
| 2. | Outubro 31, 2005 | Vilafranca del Penedès, Espanha | Saibro | Nick van der Meer      | 2–6, 6–3, 7–5 |
| 3. | Julho 23, 2006   | Rimini, Itália                  | Saibro | Werner Eschauer        | 3–6, 6–1, 7–5 |
| 4. | Agosto 12, 2006  | Vigo, Espanha                   | Saibro | Fernando Vicente       | 7–5, 7–6(8–6) |
| 5. | Agosto 17, 2008  | Vigo, Espanha                   | Saibro | Marco Crugnola         | 6–1, 3–6, 6–3 |
| 6. | August 24, 2008  | San Sebastián, Espanha          | Saibro | Rubén Ramírez Hidalgo  | 6–4, 6–1      |
| 7. | Julho 26, 2010   | Orbetello, Itália               | Saibro | Édouard Roger-Vasselin | 6–4, 6–3      |